# Campionati mondiali juniores di slittino 2020
I Campionati mondiali juniores di slittino 2020 sono stati la trentacinquesima edizione della rassegna iridata juniores dello slittino, manifestazione organizzata annualmente dalla Federazione Internazionale Slittino, si tennero il 21 e il 22 febbraio 2020 a Oberhof, in Germania, sulla pista omonima, la stessa sulla quale si svolsero le rassegne iridate di categoria del 1997 e del 2011; furono disputate gare in quattro differenti specialità: nel singolo femminile, nel singolo maschile, nel doppio e nella prova a squadre.
Vincitrice del medagliere fu la nazionale tedesca, che conquistò tre titoli sui quattro in palio e cinque medaglie sulle dodici assegnate in totale: quelle d'oro furono ottenute da Jessica Degenhardt nel singolo femminile, da Moritz Bollmann nell'individuale maschile e dagli stessi Degenhardt, Bollmann e da Max Ewald e Jakob Jannusch nella prova a squadre; nel doppio la vittoria è stata conquistata dalla coppia russa formata da Dmitrij Bučnev e Daniil Kil'seev.
Gli atleti che riuscirono a salire per due volte sul podio in questa rassegna iridata furono i tedeschi Degenhardt, Bollmann, Ewald e Jannusch, i russi Bučnev, Kil'seev e Djana Loginova e il lettone Gints Bērziņš.

## Risultati

### Singolo femminile
La gara fu disputata il 21 febbraio 2020 nell'arco di due manches e presero parte alla competizione 40 atlete (di cui una non si è presentata alla partenza) in rappresentanza di 16 differenti nazioni; campionessa uscente era la tedesca Cheyenne Rosenthal, che ha concluso la gara al decimo posto, e il titolo venne pertanto conquistato dalla connazionale Jessica Degenhardt, fresca vincitrice dell'argento nel singolo ragazze ai Giochi olimpici giovanili di Losanna 2020 e già bronzo iridato di categoria nel 2018 e nel 2019, davanti alla russa Djana Loginova, a sua volta bronzo olimpico giovanile a Losanna 2020, e all'austriaca Lisa Schulte; per Loginova e Schulte si trattò della prima medaglia mondiale juniores nel singolo.
| Pos. | Atlete             | Nazione  | 1ª manche | 2ª manche | Totale   | Distacco |
| ---- | ------------------ | -------- | --------- | --------- | -------- | -------- |
|      | Jessica Degenhardt | Germania | 41"679    | 41"636    | 1'23"315 | –        |
|      | Djana Loginova     | Russia   | 41"666    | 41"665    | 1'23"331 | +0"016   |
|      | Lisa Schulte       | Austria  | 41"642    | 41"745    | 1'23"387 | +0"072   |
| 4    | Merle Fräbel       | Germania | 41"717    | 41"700    | 1'23"417 | +0"102   |
| 5    | Verena Hofer       | Italia   | 41"819    | 41"686    | 1'23"505 | +0"190   |
| 6    | Elizaveta Jurčenko | Russia   | 41"794    | 41"863    | 1'23"657 | +0"342   |
| 7    | Marion Oberhofer   | Italia   | 41"745    | 41"921    | 1'23"666 | +0"351   |
| 8    | Sigita Bērziņa     | Lettonia | 41"771    | 41"944    | 1'23"715 | +0"400   |
| 9    | Elīna Ieva Vītola  | Lettonia | 41"804    | 41"972    | 1'23"776 | +0"461   |
| 10   | Cheyenne Rosenthal | Germania | 41"962    | 42"033    | 1'23"995 | +0"680   |

Note: in grassetto il miglior tempo di manche.

### Singolo maschile
La gara fu disputata il 21 febbraio 2020 nell'arco di due manches e presero parte alla competizione 33 atleti in rappresentanza di 15 differenti nazioni; campione uscente nonché detentore degli ultimi due titoli era il tedesco Max Langenhan, non presente alla competizione, e il titolo venne pertanto conquistato dal connazionale Moritz Bollmann, davanti al lettone Gints Bērziņš, fresco vincitore dell'oro nel singolo ragazzi ai Giochi olimpici giovanili di Losanna 2020, e all'altro slittinista tedesco David Nößler, già argento iridato di categoria nel 2018; per Bollmann e Bērziņš si trattò invece della prima medaglia mondiale juniores in assoluto.
| Pos. | Atleti              | Nazione     | 1ª manche | 2ª manche | Totale   | Distacco |
| ---- | ------------------- | ----------- | --------- | --------- | -------- | -------- |
|      | Moritz Bollmann     | Germania    | 44"957    | 45"100    | 1'30"057 | –        |
|      | Gints Bērziņš       | Lettonia    | 45"067    | 45"194    | 1'30"261 | +0"204   |
|      | David Nößler        | Germania    | 45"219    | 45"210    | 1'30"429 | +0"372   |
| 4    | Florian Müller      | Germania    | 45"045    | 45"436    | 1'30"481 | +0"424   |
| 5    | Matvej Perestoronin | Russia      | 45"158    | 45"367    | 1'30"525 | +0"468   |
| 6    | Pavel Repilov       | Russia      | 45"378    | 45"253    | 1'30"631 | +0"574   |
| 7    | Evgenij Lobeev      | Russia      | 45"356    | 45"470    | 1'30"826 | +0"769   |
| 8    | Leon Felderer       | Italia      | 45"692    | 45"302    | 1'30"994 | +0"937   |
| 9    | Mathis Ertel        | Germania    | 45"496    | 45"659    | 1'31"155 | +1"098   |
| 10   | Zachary DiGregorio  | Stati Uniti | 45"611    | 45"619    | 1'31"230 | +1"173   |

Note: in grassetto il miglior tempo di manche.

### Doppio
La gara fu disputata il 22 febbraio 2020 nell'arco di due manches e presero parte alla competizione 46 atleti in rappresentanza di 12 differenti nazioni; campioni uscenti erano i tedeschi Hannes Orlamünder e Paul Gubitz, non presenti alla competizione, e il titolo fu conquistato dai russi Dmitrij Bučnev e Daniil Kil'seev, già argento nell'edizione precedente, davanti alla coppia tedesca formata da Max Ewald e Jakob Jannusch, e all'altra russa composta da Michail Karnauchov e Jurij Čirva, vincitori del bronzo nel doppio ragazzi ai Giochi olimpici giovanili di Losanna 2020. Per Ewald, Jannusch, Karnauchov e Čirva si trattò della prima medaglia mondiale di categoria in assoluto.
| Pos. | Atleti                                   | Nazione     | 1ª manche | 2ª manche | Totale   | Distacco |
| ---- | ---------------------------------------- | ----------- | --------- | --------- | -------- | -------- |
|      | Dmitrij Bučnev Daniil Kil'seev           | Russia      | 38"294    | 39"325    | 1'17"619 | –        |
|      | Max Ewald Jakob Jannusch                 | Germania    | 38"458    | 39"382    | 1'17"840 | +0"221   |
|      | Michail Karnauchov Jurij Čirva           | Russia      | 38"458    | 39"415    | 1'17"873 | +0"254   |
| 4    | Moritz Jäger Valentin Steudte            | Germania    | 38"623    | 39"428    | 1'18"051 | +0"432   |
| 5    | Slava Popov Anton Osipenko               | Russia      | 38"642    | 39"461    | 1'18"103 | +0"484   |
| 6    | Sean Hollander Michael O'Gara            | Stati Uniti | 38"865    | 39"371    | 1'18"236 | +0"617   |
| 7    | Eduards Ševics-Mikeļševics Lūkass Krasts | Lettonia    | 38"763    | 39"511    | 1'18"274 | +0"655   |
| 8    | Dana Kellogg Duncan Segger               | Stati Uniti | 38"614    | 39"754    | 1'18"368 | +0"749   |
| 9    | Kaspars Rinks Ardis Liepiņš              | Lettonia    | 38"817    | 39"851    | 1'18"668 | +1"049   |
| 10   | Juri Gatt Riccardo Schöpf                | Austria     | 39"104    | 39"754    | 1'18"858 | +1"239   |

Note: in grassetto il miglior tempo di manche.

### Gara a squadre
La gara fu disputata il 22 febbraio 2020 e ogni squadra nazionale prese parte alla competizione con una sola formazione; nello specifico la prova vide la partenza di una "staffetta" composta da una singolarista donna e un singolarista uomo, nonché da un doppio per ognuna delle 12 formazioni in gara, che scesero lungo il tracciato consecutivamente senza interruzione dei tempi tra un atleta e l'altro; il tempo totale così ottenuto laureò campione la nazionale tedesca di Jessica Degenhardt, Moritz Bollmann, Max Ewald e Jakob Jannusch davanti alla squadra lettone composta da Elīna Ieva Vītola, Gints Bērziņš, Eduards Ševics-Mikeļševics e Lūkass Krasts e a quella russa formata da Djana Loginova, Matvej Perestoronin, Dmitrij Bučnev e Daniil Kil'seev..
| Pos. | Nazione     | Atlete/i                                                                   | Tempi di frazione    | Totale   | Distacco |
| ---- | ----------- | -------------------------------------------------------------------------- | -------------------- | -------- | -------- |
|      | Germania    | Jessica Degenhardt Moritz Bollmann Max Ewald / Jakob Jannusch              | 43"927 45"803 46"679 | 2'16"409 | –        |
|      | Lettonia    | Elīna Ieva Vītola Gints Bērziņš Eduards Ševics-Mikeļševics / Lūkass Krasts | 44"146 45"710 46"673 | 2'16"529 | +0"120   |
|      | Russia      | Djana Loginova Matvej Perestoronin Dmitrij Bučnev / Daniil Kil'seev        | 44"598 45"865 46"322 | 2'16"785 | +0"376   |
| 4    | Stati Uniti | Chevonne Forgan Zachary DiGregorio Dana Kellogg / Duncan Segger            | 44"165 46"257 46"760 | 2'17"182 | +0"773   |
| 5    | Canada      | Kailey Allan Cole Zajansky Caitlin Nash / Natalie Corless                  | 44"230 46"234 47"878 | 2'18"342 | +1"933   |
| 6    | Austria     | Lisa Schulte Noah Kallan Juri Gatt / Riccardo Schöpf                       | 44"257 46"925 47"191 | 2'18"373 | +1"964   |
| 7    | Romania     | Cezara Curmei Eduard-Mihai Crăciun Mircea-Razvan Turea / Sebastian Motzca  | 44"740 46"270 47"692 | 2'18"702 | +2"293   |
| 8    | Slovacchia  | Nikola Trembošová Marián Skupek Vratislav Varga / Metod Majerčák           | 45"172 46"294 47"764 | 2'19"230 | +2"821   |
| 9    | Rep. Ceca   | Michaela Maršíková Jan Čežík Marketa Nováková / Anna Vejdělková            | 44"837 46"605 48"351 | 2'19"793 | +3"384   |
| 10   | Ucraina     | Julianna Tunyc'ka Oleh-Roman Pylypiv Vadym Mykyievyč / Bohdan Babura       | 44"336 47"463 48"077 | 2'19"876 | +3"467   |

Note: in grassetto il miglior tempo di frazione.

## Medagliere
| Pos.   | Nazione  | Oro | Argento | Bronzo | Totale |
| ------ | -------- | --- | ------- | ------ | ------ |
| 1      | Germania | 3   | 1       | 1      | 5      |
| 2      | Russia   | 1   | 1       | 2      | 4      |
| 3      | Lettonia | 0   | 2       | 0      | 2      |
| 4      | Austria  | 0   | 0       | 1      | 1      |
| Totale | Totale   | 4   | 4       | 4      | 12     |